# Стефанія Гаралабідіс
Стефанія Гаралабідіс (19 травня 1995) — грецька ватерполістка.
Олімпійська чемпіонка 2020 року.
Чемпіонка світу з водних видів спорту 2019, 2022 років.
Переможниця Панамериканських ігор 2019 року.